# Glossina tabaniformis
Glossina tabaniformis
Pour les articles homonymes, voir Mouche et Goma Tsé-Tsé.
Espèce
Glossina tabaniformis est l'une des 23 espèces reconnues de mouches tsé-tsé (genre Glossina) et appartient au groupe forestier/fusca (sous-genre Austenina).

## Répartition
Glossina tabaniformis a été historiquement signalée en Afrique centrale, mais des foyers s'étendaient également en Afrique de l'Ouest, jusqu'au Libéria ou en Guinée,. Une revue de la littérature scientifique de 1990 à 2020 n'a confirmé la présence de G. tabaniformis que dans cinq pays: le Cameroun, la République centrafricaine, la République démocratique du Congo, la Guinée équatoriale et le Gabon,. Outre ces cinq pays, des mentions antérieures indiquaient que l'espèce était également présente en Angola, au Congo et au Nigéria,, et qu'elle était ou pourrait encore être présente en Côte d'Ivoire, au Ghana et en Guinée,.